# Keffieh palestinien

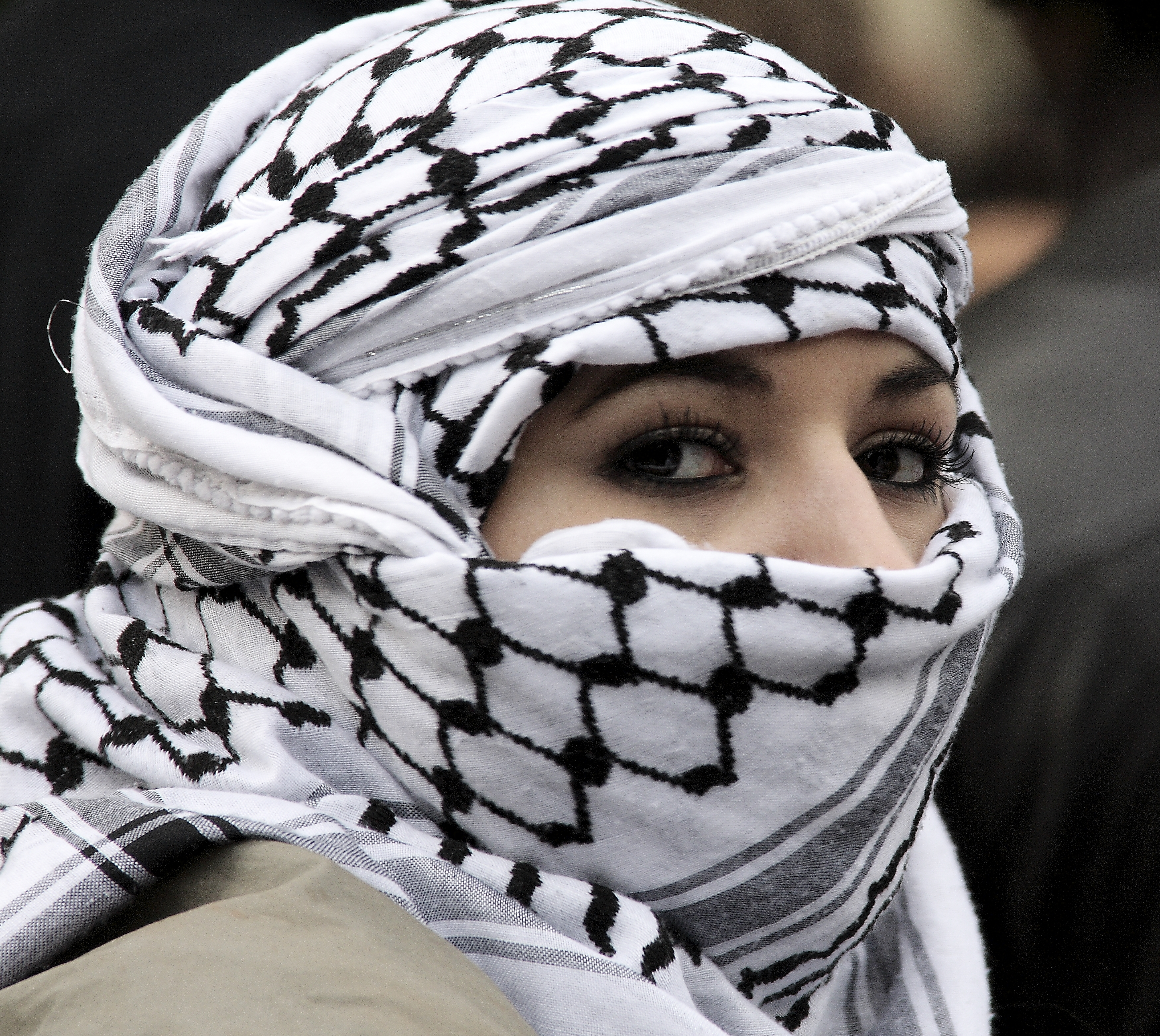
Une femme portant un keffieh à motif, Paris.

Le keffieh palestinien (en arabe : كوفية) est une écharpe à carreaux noir et blanc. Cet habit se porte généralement autour du cou ou de la tête. Le keffieh est devenu un symbole du nationalisme palestinien, remontant à la révolte arabe de 1936–1939 en Palestine. En dehors du Moyen-Orient et de l'Afrique du Nord, le keffieh a d'abord gagné en popularité parmi les militants soutenant les Palestiniens dans le conflit avec Israël. Le keffieh est devenu une icône de la solidarité palestinienne.

## Histoire

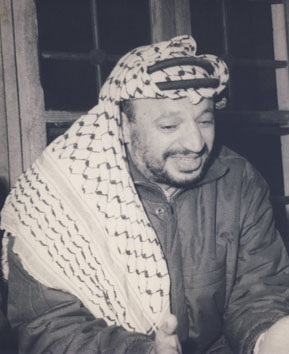
Yasser Arafat dans son keffieh emblématique, 1974.

Traditionnellement porté par les agriculteurs palestiniens pendant la période ottomane, le keffieh signalait que le porteur était rural, contrairement au tarbouche porté par les classes urbaines.
Le keffieh noir et blanc porté par les Palestiniens de tous grades est devenu un symbole du nationalisme palestinien surtout pendant la révolte arabe des années 1930,. Le keffieh a pris une grande ampleur et atteint un sommet en 1938, lorsque la direction de la révolte a ordonné que les classes urbaines remplacent leurs coiffures traditionnelles par le keffieh. Le mouvement avait pour but de créer l'unité ainsi que de permettre aux rebelles de se fondre dans les cités.
Son importance s'est accrue au cours des années 1960 avec le début du mouvement de résistance palestinien et son adoption par le politicien palestinien Yasser Arafat.
Le keffieh à carreaux noir et blanc deviendra plus tard le symbole d'Arafat et il sera rarement vu sans lui. Il ne portait qu'occasionnellement une casquette militaire ou, dans les climats plus froids, un chapeau ouchanka à la russe. Arafat portait son keffieh d'une manière semi-traditionnelle, enroulé autour de sa tête via un agal. Il portait également un morceau de tissu aux motifs similaires dans le décolleté de ses treillis militaires. Dès le début, il s'était fait une marque de fabrique de poser le foulard sur son épaule droite uniquement, en l'arrangeant en forme de triangle grossier, pour ressembler aux contours du territoire revendiqué par la Palestine. Cette façon de porter le keffieh est devenue un symbole d'Arafat en tant que personne et dirigeant politique. Cette manière de porter le keffieh n'a pas été imitée par d'autres dirigeants palestiniens.
Une autre figure palestinienne associée au keffieh est Leïla Khaled, une femme membre de la branche armée du Front populaire de libération de la Palestine. Plusieurs photographies de Khaled ont circulé dans les journaux occidentaux après le détournement du vol TWA 840 et les détournements de Dawson's Field. Ces photos incluaient souvent Khaled portant un keffieh dans le style du hidjab d'une femme musulmane, enroulé autour de la tête et des épaules. C'était inhabituel, car le keffieh est associé à la masculinité arabe et beaucoup pensent qu'il s'agit d'une déclaration de mode de Khaled. Cette déclaration de mode dénoterait l'égalité de Leila Khaled, une femme, avec les hommes dans la lutte armée palestinienne.
Les couleurs des coutures d'un keffieh sont également vaguement associées aux sympathies politiques des Palestiniens. Les keffiehs traditionnels en noir et blanc sont devenus associés au Fatah. Plus tard, des keffiehs rouges et blancs ont été adoptés par des marxistes palestiniens, comme le FPLP.

## La solidarité palestinienne
Le port du keffieh s'accompagne souvent de critiques de la part de diverses factions politiques dans le conflit israélo-palestinien en cours. L'argot « keffieh kinderlach » fait référence aux jeunes juifs américains de gauche, en particulier aux étudiants, qui arborent un keffieh autour du cou comme une déclaration politique/mode. Ce terme est peut-être apparu pour la première fois dans la presse écrite dans un article de Bradley Burston (en), dans lequel il écrit « le kaffiyeh kinderlach de banlieue exilé de Berkeley, de loin plus palestinien que les Palestiniens » dans leur critique d'Israël. Certains militants européens ont également porté le keffieh,.
Alors que les manifestants occidentaux portent des styles et des nuances de keffieh, le plus important est le keffieh en noir et blanc. Celui-ci est généralement porté autour du cou comme un foulard, simplement noué à l'avant avec le tissu autorisé à se draper sur le dos. D'autres styles populaires incluent des foulards de forme rectangulaire avec le motif de base en noir et blanc dans le corps, et des extrémités tricotées sous la forme du drapeau palestinien. Depuis l'Intifada Al-Aqsa, ces foulards rectangulaires sont de plus en plus apparus avec une combinaison du drapeau palestinien et de la mosquée al-Aqsa, imprimée sur les extrémités du tissu.
En 2006, le Premier ministre espagnol, José Luis Rodríguez Zapatero, a prononcé un discours dans lequel il a critiqué durement Israël, puis a accepté un keffieh des membres du public et s'est fait photographier en le portant.
L'imprimé « keffieh » a été plusieurs fois utilisé dans la mode par des marques telles que Topshop, ASOS, Cecilie Copenhagen, Boohoo ou la marque Isreali Dodo Bar Or, suscitant polémiques et débats sur l'appropriation culturelle. En 2007, la chaîne de magasins de vêtements américaine Urban Outfitters a cessé de vendre des keffiehs (vendus sous le nom de « foulards antiguerre ») après avoir été critiqué par « un activiste pro-israélien ... [qui] s'est plaint des articles ». La société a déclaré qu’elle n’avait pas eu l’intention « d’impliquer la sympathie ou le soutien des terroristes ou du terrorisme » et que cette infraction « n’était en aucun cas [leur] intention ».
La rappeuse hip-hop anglo-palestinienne Shadia Mansour a dénoncé l'appropriation culturelle du keffieh, le défendant comme un symbole de solidarité palestinienne, dans son premier single, al-Kūfīyah 'Arabīyah (« Le keffieh est arabe »). Elle joue avec un thawb palestinien traditionnel et proclame dans sa chanson : « This is how we wear the keffiyeh (…) the Arab keffiyeh (…) I'm like the keffiyeh (…) However you rock me (…) Wherever you leave me (…) I stay true to my origins (…) Palestinian ». Sur scène à New York, elle a présenté la chanson en disant : « You can take my falafel and hummus, but don't fucking touch my keffiyeh. »

## Production en Palestine

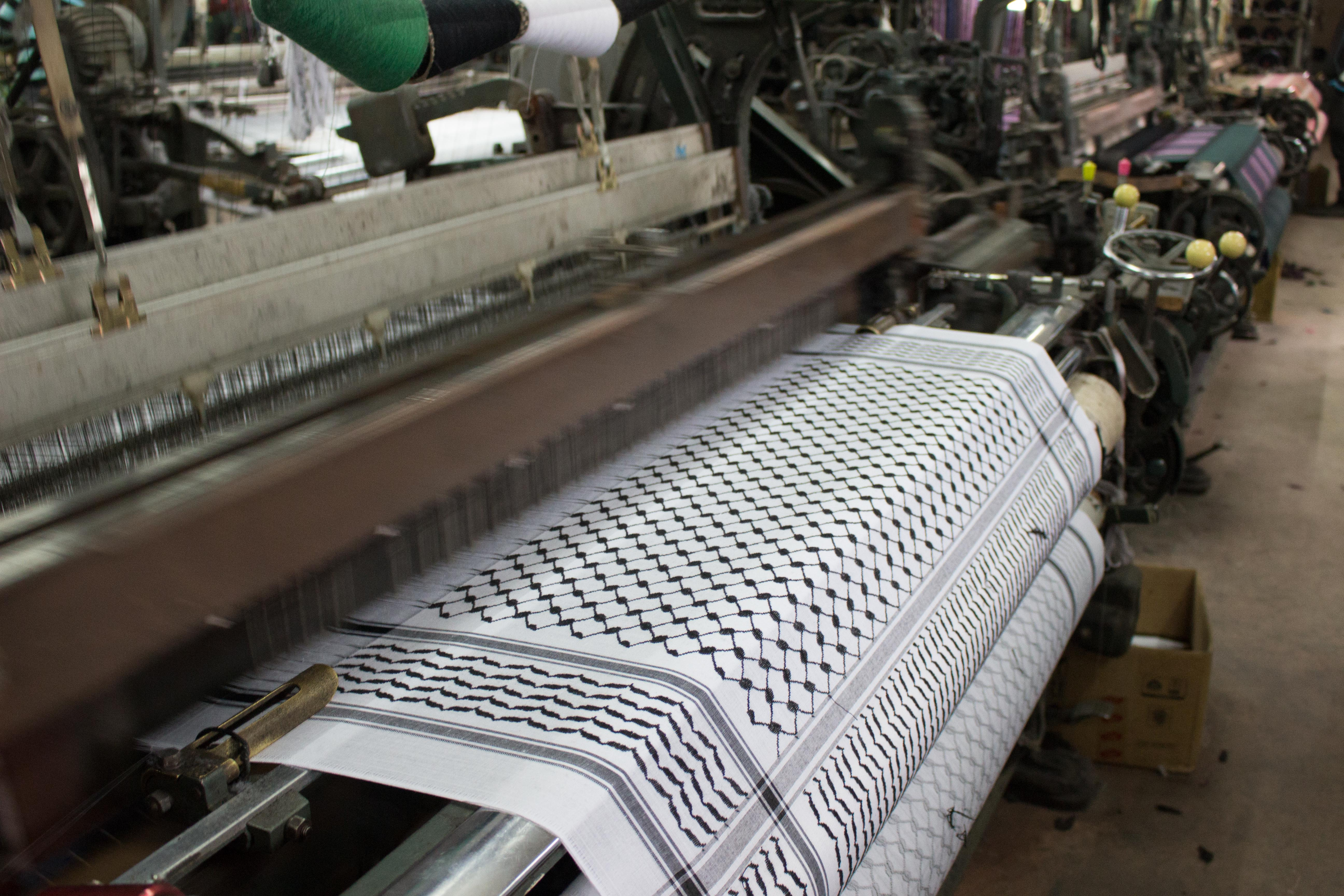
Un métier à tisser en train de fabriquer un keffieh palestinien dans l'usine d'Hirbawi

Aujourd'hui, ce symbole de l'identité palestinienne est importé de Chine. Avec la popularité croissante du foulard dans les années 2000, les fabricants chinois sont entrés sur le marché, chassant les Palestiniens de l'entreprise. 
Pendant cinq décennies, Yasser Hirbawi était le seul fabricant palestinien de keffiehs et les fabriquait sur seize métiers à tisser à l'usine textile Hirbawi à Hébron. En 1990, les seize métiers fonctionnaient, faisant environ 750 keffiehs par jour. En 2010, seuls deux métiers étaient utilisés, soit à peine 300 keffiehs par semaine. Contrairement aux produits fabriqués en Chine, Hirbawi n'utilise que du coton. Le fils de Hirbawi, Izzat, a déclaré l'importance de créer le symbole palestinien en Palestine : « Le keffieh est une tradition de la Palestine et il devrait être fabriqué en Palestine. Nous devrions être ceux qui le fabriquent. »